# Удари по житловій забудові України під час російсько-української війни
Удари по житловій забудові України під час російсько-української війни — ряд воєнних злочинів, скоєних російськими військовими під час повномасштабного військового вторгнення в Україну.
У переліку подано інформацію про удари по житловій та громадській забудові України російськими військовими з 24 лютого 2022 року, яка була опублікована у відкритих джерелах.

## Загальна інформація
14 травня 2025 року комітет міністрів Ради Європи розпочав процес створення Спеціального трибуналу для розслідування злочину агресії Росії проти України. Генеральному секретарю Алену Берсе доручили очолити процес створення Спецтрибуналу.
«Міністри привітали поточні зусилля, спрямовані на досягнення угоди щодо створення Комісії з розгляду претензій для України, можливо, під егідою Ради Європи, і підтвердили свою рішучість забезпечити повернення українських дітей, незаконно депортованих або примусово переміщених Росією», — наголосили в Раді Європи.

### Нищення житлової забудови
Станом на 1 серпня 2023 року стало відомо що Росія зруйнувала в Україні близько 144 000 будинків, з яких близько 17 000 — багатоквартирні.

### Нищення культурних цінностей
Станом на 26 липня 2023 року ЮНЕСКО підтвердила пошкодження 274 об’єктів з 24 лютого 2022 року – 117 релігійних об’єктів, 27 музеїв, 98 будівель, що представляють історичний та/або художній інтерес, 19 пам’ятників, 12 бібліотек, 1 архів. Найбільше пошкоджень у: Донецькій області – 78 об'єктів, Харківській області – 55, Києві та області – 38, Луганській області – 33, Чернігівській області – 17, Запорізькій області – 12, Сумської області – 12.

## Перелік ударів

### 2022

#### Лютий-Березень
| дата       | місце             | місце     | тип зброї         | жертви                   | подробиці                                                        |
| ---------- | ----------------- | --------- | ----------------- | ------------------------ | ---------------------------------------------------------------- |
| 01.03.2023 | Київська обл.     | Бородянка | авіабомбовий удар | щонайменше 41 загиблий   | бомбардування житлових багатоповерхівок                          |
| 03.03.2023 | Чернігівська обл. | Чернігів  | авіабомбовий удар | 47 загиблих              | бомбардування житлової та іншої цивільної забудови               |
| 07.03.2023 | Сумська обл.      | Суми      | авіабомбовий удар | щонайменше 15 загиблих   | влучання у житлові квартали                                      |
| 08.03.2023 | Сумська обл.      | Суми      | авіабомбовий удар | щонайменше 22 загиблих   | влучання у житлові квартали                                      |
| 11.03.2023 | Луганська обл.    | Кремінна  | танковий обстріл  | 56 загиблих              | обстріл будинку пристарілих                                      |
| 14.03.2023 | Донецька обл.     | Донецьк   | Точка-У           | 20 загиблих, 28 поранено | умисний удар по цивільній інфраструктурі з метою звинуватити ЗСУ |
| 16.03.2023 | Донецька обл.     | Маріуполь | авіабомбовий удар | щонайменше 300 загиблих  | авіаудар по Маріупольському театру                               |

#### Квітень
| дата       | місце         | місце       | тип зброї | жертви                    | подробиці                                                                |
| ---------- | ------------- | ----------- | --------- | ------------------------- | ------------------------------------------------------------------------ |
| 08.04.2023 | Донецька обл. | Краматорськ | Точка-У   | 61 загиблий, 121 поранено | умисний удар по площі перед залізничним вокзалом з метою звинуватити ЗСУ |

#### Травень
| дата       | місце          | тип зброї   | жертви            | подробиці    |                             |
| ---------- | -------------- | ----------- | ----------------- | ------------ | --------------------------- |
| 07.05.2023 | Луганська обл. | Білогорівка | авіабомбовий удар | 60+ загиблих | влучання у приміщення школи |

#### Червень
| дата       | місце           | місце     | тип зброї | жертви                   | подробиці             |
| ---------- | --------------- | --------- | --------- | ------------------------ | --------------------- |
| 27.06.2023 | Полтавська обл. | Кременчук | Х-22      | 22 загиблих, 61 поранено | торговий центр Амстор |

#### Липень
| дата       | місце         | місце                  | тип зброї      | жертви                   | подробиці                         |
| ---------- | ------------- | ---------------------- | -------------- | ------------------------ | --------------------------------- |
| 01.07.2023 | Одеська обл.  | Білгород-Дністровський | Х-22           | 22 загиблих, 34 поранено | житловий будинок, база відпочинку |
| 09.07.2023 | Донецька обл. | Часів Яр               | БМ-27 «Ураган» | 48 загиблих, 9 поранено  | житлові будинки                   |

#### Серпень
| дата       | місце                 | місце   | тип зброї | жертви                   | подробиці                  |
| ---------- | --------------------- | ------- | --------- | ------------------------ | -------------------------- |
| 17.08.2023 | Харківська обл.       | Харків  | Іскандер  | 18 загиблих, 13 поранено | цивільна інфраструктура    |
| 18.08.2023 | Харківська обл.       | Харків  | С-300     | 16 загиблих, 18 поранено | цивільна інфраструктура    |
| 24.08.2023 | Дніпропетровська обл. | Чаплине | Х-22      | 25 загиблих, 22 поранено | залізниця, житлові будинки |

#### Вересень
| дата       | місце           | місце           | тип зброї | жертви                    | подробиці                               |
| ---------- | --------------- | --------------- | --------- | ------------------------- | --------------------------------------- |
| 30.09.2023 | Запорізька обл. | Запорізька обл. | С-300     | 30 загиблих, 118 поранено | обстріл гуманітарної колони в Запоріжжі |

#### Жовтень
| дата       | місце           | місце     | тип зброї     | жертви                   | подробиці                           |
| ---------- | --------------- | --------- | ------------- | ------------------------ | ----------------------------------- |
| 06.10.2023 | Запорізька обл. | Запоріжжя | ракетний удар | 11 загиблих, 21 поранено | влучання у житлові багатоповерхівки |
| 09.10.2023 | Запорізька обл. | Запоріжжя | С-300         | 13 загиблих, 89 поранено | влучання у житлові багатоповерхівки |

#### Листопад
| дата       | місце           | місце      | тип зброї | жертви      | подробиці                   |
| ---------- | --------------- | ---------- | --------- | ----------- | --------------------------- |
| 17.11.2023 | Запорізька обл. | Вільнянськ | С-300     | 10 загиблих | влучання у житловий будинок |

### 2023

#### Січень
| дата       | місце                 | місце  | тип зброї | жертви                   | подробиці                                   |
| ---------- | --------------------- | ------ | --------- | ------------------------ | ------------------------------------------- |
| 14.01.2023 | Дніпропетровська обл. | Дніпро | Х-22      | 46 загиблих, 75 поранено | ракетний удар по житловому будинку в Дніпрі |

#### Березень
| дата       | місце           | місце     | тип зброї | жертви                   | подробиці                           |
| ---------- | --------------- | --------- | --------- | ------------------------ | ----------------------------------- |
| 02.03.2023 | Запорізька обл. | Запоріжжя | С-300     | 13 загиблих, 17 поранено | влучання у багатоквартирний будинок |

#### Квітень
| дата       | місце          | місце      | тип зброї | жертви                   | подробиці                                        |
| ---------- | -------------- | ---------- | --------- | ------------------------ | ------------------------------------------------ |
| 14.04.2023 | Донецька обл.  | Слов'янськ | С-300     | 15 загиблих, 24 поранено | ракетний удар по Слов'янську 14 квітня 2023 року |
| 28.04.2023 | Черкаська обл. | Умань      | Х-101     | 23 загиблих, 22 поранено | ракетний удар по Умані                           |

#### Травень
| дата       | місце           | місце  | тип зброї  | жертви                   | подробиці                          |
| ---------- | --------------- | ------ | ---------- | ------------------------ | ---------------------------------- |
| 03.05.2023 | Херсонська обл. | Херсон | артобстріл | 23 загиблих, 46 поранено | Обстріл Херсона 3 травня 2023 року |

#### Червень
| дата       | місце                 | місце       | тип зброї   | жертви                   | подробиці                                         |
| ---------- | --------------------- | ----------- | ----------- | ------------------------ | ------------------------------------------------- |
| 13.06.2023 | Дніпропетровська обл. | Кривий Ріг  | Х-101/Х-555 | 13 загиблих, 28 поранено | влучання у багатоквартирний житловий будинок      |
| 27.06.2023 | Донецька обл.         | Краматорськ | С-300       | 13 загиблих, 60 поранено | ракетний удар по Краматорську 27 червня 2023 року |

#### Липень
| дата       | місце          | місце | тип зброї | жертви                   | подробиці                   |
| ---------- | -------------- | ----- | --------- | ------------------------ | --------------------------- |
| 06.07.2023 | Львівська обл. | Львів | Калібр    | 10 загиблих, 48 поранено | влучання у житловий будинок |

#### Вересень
| дата       | місце         | місце         | тип зброї | жертви                   | подробиці                      |
| ---------- | ------------- | ------------- | --------- | ------------------------ | ------------------------------ |
| 06.09.2023 | Донецька обл. | Костянтинівка | С-300     | 17 загиблих, 32 поранено | ракетний удар по Костянтинівці |

#### Жовтень
| дата       | місце           | місце | тип зброї | жертви                  | подробиці                          |
| ---------- | --------------- | ----- | --------- | ----------------------- | ---------------------------------- |
| 05.10.2023 | Харківська обл. | Гроза | Іскандер  | 59 загиблих, 7 поранено | ракетний обстріл кафе та магазинів |